# Jägerkaserne (Bad Homburg)

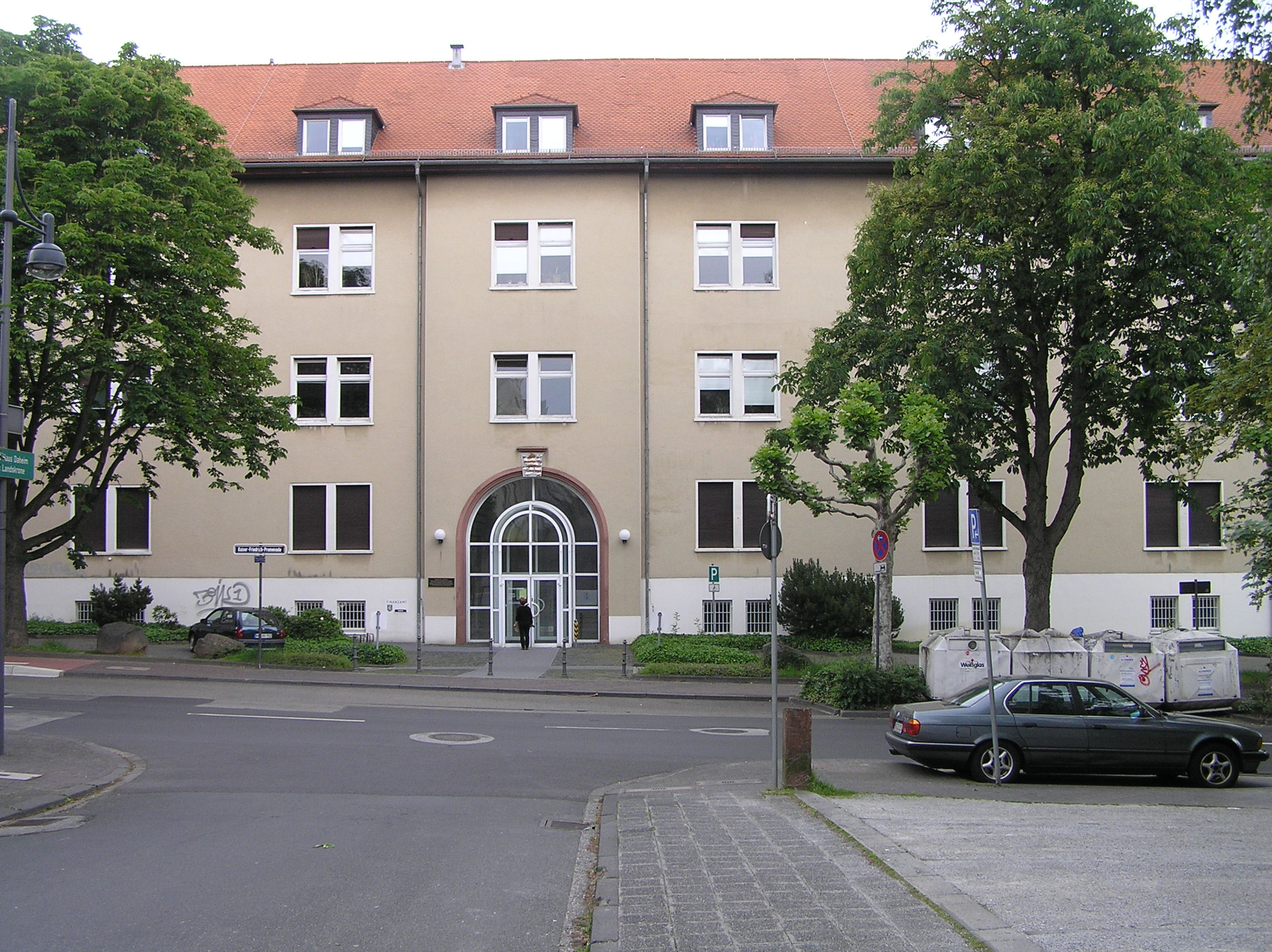
Die Jägerkaserne vor der Sanierung

Die so genannte Jägerkaserne ist ein Gebäude in Bad Homburg vor der Höhe mit Adresse Kaiser-Friedrich-Promenade 8–10. Es steht als Teil der Gesamtanlage Kurviertel unter Denkmalschutz.

## Geschichte
Von 1854 bis 1858 wurde unter dem letzten Landgrafen von Hessen-Homburg, Ferdinand die Jägerkaserne erbaut. Hessen-Homburg war verpflichtet, 200 Jäger zum Bundesheer beizutragen. Diese waren zunächst in Privathaushalten untergebracht. Nach dem Bau der Jägerkaserne wurde diese als Quartier genutzt. Das Hessen-Homburger Militär hatte im Jahr 1849 am Schleswig-Holsteinischen Krieg teilgenommen. Das hessen-homburgische Kontingent marschierte am 28. April 1849 nach Norden und leistete dort Feldwachdienste. Landgraf Ferdinand stiftete dafür ein Felddienstzeichen.
Nach dem Tod von Ferdinand und dem Deutschen Krieg wurde Homburg 1866 kurzfristig Teil des Großherzogtums Hessen. Hier wurden die beiden Homburger Kompanien als „Landgräflich Hessisches Scharfschützen-Korps“ der Armee des Großherzogtums angegliedert. Im Deutschen Krieg kämpfte die Homburger Truppen unter Major von Raunfeld gegen Preußen. Bei Aschaffenburg fiel mit dem Scharfschützen Georg Friedrich Kofler der einzige Homburger Soldat. Im September 1866 kehrte die Truppe nach dem verlorenen Krieg in das nun preußisch gewordene Homburg zurück. 90 Soldaten und 9 Offiziere wurden in die preußische Armee übernommen und auf verschiedene Einheiten verteilt.
1867 bis 1870 war in der Kaserne das III. Bataillon des 2. Kurhessisches Infanterie-Regiment Nr. 82 stationiert.
Das preußische Militär nutzte die Kaserne ab dem 11. Juli 1871 als Sitz des III. Bataillons des Füsilier-Regiments „von Gersdorff“ (Kurhessisches) Nr. 80. An das Regiment erinnert in Bad Homburg auch das Achtziger-Denkmal.
1914 zog das Regiment in den Ersten Weltkrieg. Nach dessen Ende lag Bad Homburg in der entmilitarisierten Zone, eine weitere militärische Nutzung war daher nicht möglich. Anfang der 1920er Jahre zog die Holex-Schokoladenfabrik aus Kirdorf in die leerstehenden Gebäude. Bis 1929 wurde hier Schokolade verpackt, gelagert und versendet. Holex geriet 1929 in die Insolvenz. Ab 1934 nutzte der Reichsarbeitsdienst die Kaserne als Arbeitsdienstlager. In der Nacht zum 8. März 1945 wurde Bad Homburg zum Ziel amerikanischer Luftangriffe. Die Kaserne wurde hierbei stark zerstört.
Ab 1946 wurde das Gebäude wieder aufgebaut und das Gebäude ab 1951 durch das Finanzamt Bad Homburg genutzt. Bisher war das Finanzamt im ehemaligen Hotel Adler in der Louisenstraße 52 angesiedelt. Da die ursprünglich 40 Mitarbeiter jedoch auf 130 angewachsen waren, reichte der Platz nicht aus. Die alte Kaserne verfügte nach dem Wiederaufbau über 90 Büros. Dieser heutige Altbau wurde im Laufe der Zeit durch Nebengebäude erweitert. Das Finanzamt hat 2016 etwa 360 Mitarbeiter.
Ab dem Januar 2016 wird das Gebäude für zwei Jahre denkmalgerecht saniert. Teil dieser Sanierung ist die energetische Sanierung. 90 Tonnen CO2 sollen so jährlich eingespart werden.
Die im auf Höhe des Gebäudes rechtwinklig auf die Kaiser-Friedrich-Promenade stoßende Straße trägt den Namen Kasernenstraße.

## Baubeschreibung
1907 bestand die Kaserne aus dem Hauptgebäude und mehreren Nebengebäuden, nämlich dem Garnison-Lazarettgebäude, No. 8, der Latrine, der Lazarettbaracke, dem Leichenhaus, dem Pförtnerhaus, dem Waschhaus der Compagnie, dem Waschhaus der Garnisonverwaltung und dem Wohn- und Arrestlokal.
Das dreistöckige Hauptgebäude enthielt neben den Wohnräumen in allen Geschossen im Kellergeschoss die Mannschafts-Küche, die Offiziers-Küche, das Offiziers-Speisezimmer, die Kantine mit Mannschafts-Speiseraum, die Wachstube, ein Magazin und Kellerräume.
Im Erdgeschoss befanden sich vier Wohnungen für verheiratete Feldwebel, die jeweils aus einer Küche und zwei Zimmern bestanden, die Revierkrankenstube, vier Feldwebel-Büros, vier Mannschaftsstuben, das Offiziers-Casino und eine Küche. Im ersten und zweiten Stock befanden sich jeweils 13 Zimmer für Offiziere und Mannschaften. Im Dachgeschoss lagen vier Montierungskammern, acht Zimmer für Mannschaften und die Uhrstube.
1923 erfolgte der Abbruch des Waschhauses der Compagnie und des Latrinengebäudes. 1924 kam noch das Pförtnerhaus am Eingang hinzu. 1927 erfolgte der Umbau des Garnisons-Lazarettgebäudes Nr. 8 und der Lazarettbaracke zu einem Wohnhaus (Nr. 8, „Wohnhaus links im Hofe“) und einer Wohnbaracke mit fünf kleinen Wohnungen für Arbeiter.